# Carricante
Il Carricante è un vitigno italiano coltivato prevalentemente in Sicilia, nella zona di Catania.
Il Carricante è il più diffuso vitigno a bacca bianca della provincia di Catania, autoctono dell'Etna, dove cresce fino a 750-950 metri sul livello del mare, dove il Nerello Mascalese fatica a maturare.